# Пролог (книга)
«Про́лог» (др.-греч. πρό-λογος — предисловие, от др.-греч. πρό — впереди, перед + др.-греч. λόγος — слово, речь) — славянский церковно-учительный сборник, также называемый Синакса́рь или Синакса́рий. Представляет собой свод сокращённых житий святых, а также поучительных слов Василия Великого, Иоанна Златоуста и др., расположенных по дням года. Название «Пролог» связано с тем, что переводчики этой книги на церковнославянский язык восприняли соответствующий подзаголовок: «Πρόλογος» («Предисловие») как название всего сборника.

## История
Прототипом «Пролога» являлись греческие Минологии и Синаксари. Древнейший славянский список восходит к XII веку, но сам перевод более древний и был сделан в период начала введения христианства в Болгарии и Сербии и на Руси. В славянской редакции греческий текст (Синаксарь Ильи Грека и Константина Мокисийского, содержавший биографии византийских деятелей) был с самого начала изменён внесением большого числа памятей южнославянских и древнерусских святых, церковно-поучительных повестей и рассказов. Впоследствии в течение веков «Пролог» постоянно изменялся и дополнялся житиями русских святых.
Проложны́е чтения по содержанию распадаются на три группы: жития святых, поучения и церковно-поучительные повести и рассказы. Последние заимствованы из сборников рассказов о жизни и подвигах восточного монашества из разных Патериков.

## Печатные издания
Первое печатное издание было произведено в 1641 году. Отличительной его особенностью являются небольшие стихословия, посвящённые прославлению святых, а также назидательные повести, отсутствующие в греческом варианте. Сборник находится в прямой зависимости от Макарьевских Четьих-миней. Затем последовало несколько десятков других изданий, в которых изменялся состав и редактировался язык сборника.
Как правило, Пролог издаётся в двух томах: первый содержит чтения на осенние и зимние месяцы, второй — на весенние и летние. Тома, однако, велики по объёму и часто переплетаются в две книги каждый, отдельно на каждое время года.
История изданий (в том числе синодальных):
- 1-е издание в 1641, стишное; по сравнению с рукописями того же времени, опущено много мелких статей, являвших собой только перевод кратких греческих стихов, обычно уже малопонятный. Издана только первая часть сборника.
- 2-е (первый том — 1642, второй — 1643): по сравнению с первым изданием, добавлено более 20 довольно длинных сказаний о русских святых, в том числе об известных князьях (Иоанн Новгородский 7/IX, Киприан Московский 16/IX, Федор Смоленский 19/IX, Михаил Черниговский 20/IX, Сергий Радонежский 25/IX, Савватий Соловецкий 27/IX, Александр Невский 23/XI, битва новгородцев с суздальцами 27/XI, Всеволод Псковский 27/XI и 11/II и др.), но исключено около 40 небольших сообщений о лицах иностранных (Мартин Римский, Исаакий Кипрский, Дорофей Тирский, Павел Фивейский, Ипатий Гангрьский, Феодорит Киринейский и др.). Кроме того, исключено большинство стихов перед статьями — оставлены лишь те, где упомянут персонаж. Исправлен язык (встречаются как поновления, так и архаизация). Второй (мартовский) том набран более мелким шрифтом, чем первый.
- 3-е (первый том — 1659, второй — 1660): добавлено не менее 20 сказаний о русских лицах и событиях (Гурий Казанский и Варсонофий Тверской 4/X, об избавлении Руси от ляхов 22/X, Иаков Боровицкий 23/X, избавление Руси от Ахмата Ордынского 23/VI, о Филиппе Московском 9/VII, о даре персидского шаха Аббаса в Москву 10/VII, о смерти великого князя Василия Московского 2/VIII и др.). Добавлено также много пространных греческих слов и житий (Житие Николая Мирликийского добавлено в виде 15 отдельных повестей и отдельного слова, 6/XII и 9/V; житие Алексия человека Божия 17/III и т. п.). Слово Ефрема Сирина о соблазнившемся монахе заменено более пространной редакцией. Для компенсации снова исключено много мелких греческих материалов, другие сокращены (например, Дионисий Ареопагит 3/X), исключены некоторые поучительные слова (от Патерика о двою пустыннику 13/VI, Феодорита Студийского о ярости 13/VII и др.). Решительнее правлен язык и орфография — старая московская редакция церковнославянского заменена новоцерковнославянским. Тексты приведены к единообразному оформлению.
- 4-е (первый том — 1661, второй — 1662): близко к предыдущему (отдельные страницы полностью совпадают), но добавлено более 30 статей (в основном небольших) о русских деятелях и событиях (Иосиф Волоцкий 9/IX, кн. Ефросиния Суздальская 25/IX, кн. Михаил Ярославич Тверской 22/XI, вел. кн. Даниил Александрович Московский 4/III, кн. Игорь Ольгович Киевский 5/VI, Евдокия, жена вел. кн. Дмитрия Донского 7/VII, о разорении Рязани Батыем 28/VII и др.). Заменены более пространными редакциями некоторые сказания греческого происхождения (об Иоанне Златоусте 13/XI, о Федоре Стратилате 8/VI). Взамен опущены единичные поучения, вроде «Слова о еже не имети злобы» 13/I. Умеренная правка языка.
- 5-е (первый том — 1675, второй — 1677): небольшие краткие вставки нового материала (Нил Столбенский 7/XII, Федор Писанный 27/XII, Кассиан Римлянин 28/II, Иона Московский 15/VI, о явлении тихвинской иконы Богоматери 26/VI); заменено другой редакцией «Слово о непокоряющихся монасех» 17/VI. Слово Иоанна Златоуста на усекновение главы Иоанна Предтечи заменено Словом Григория о том же, 28/VIII. В конце томов добавлены указатели имен и тем, выдержанные приблизительно по алфавиту. Издание напечатано более мелким шрифтом, для экономии места убраны заставки и прочие украшения, подзаголовки подверстаны в текст и т. п.
- 6-е (1685), 7-е (1689) и 8-е (1696) издания практически тождественны с предыдущим (в 6-м добавлено было Слово патриарха Иоакима против раскольников, но в 7-м оно убрано).
- 9-е (1702) и 10-е (1718) издания вновь изменены, на этот раз под влиянием Миней четьих Димитрия Ростовского.
- 11-е издание готовилось в начале 1720-х (иногда упоминается под 1723 годом), но либо не вышло, либо ни одного экземпляра не сохранилось (в типографской библиотеке сохранился мартовский том предыдущего издания с пометками и исправлениями для готовившегося нового). Коренная правка с позиций рационалистического взгляда на мир.
- Ещё 6 изданий в XVIII веке: 12-е (1735), издание 1747 года и шесть других (1747, 1752, 1755, 1762, 1779, 1792).
- Несколько изданий в XIX и XX веках (в частности, 1802 и 1815). Издание 1895—1896 годов репринтно переиздано в 2003 году издательством Сретенского монастыря[2].

Старообрядцы неоднократно, начиная с конца XVIII века, перепечатывали 2-е (дониконовское) издание в разных своих типографиях.